# Deckname Holec
Deckname Holec (tschechischer Titel Krycí jméno Holec) ist ein Spielfilm unter der Regie von Franz Novotny. Die österreichisch-tschechische Koproduktion aus dem Jahr 2016 erzählt eine fiktive Geschichte rund um Helmut Zilk, dargestellt von Johannes Zeiler. Gezeigt wurde der Film erstmals am 25. Juli 2016 im Rahmen des Festivals Kino wie noch nie, einem gemeinsamen Projekt des Filmarchivs Austria und der Viennale. Der Kinostart in Österreich erfolgte am 29. Juli 2016, in Tschechien startete der Film am 22. September 2016. Das Drehbuch von Franz Novotny, Alrun Fichtenbauer und Martin Leidenfrost basiert auf der Erzählung The Italian Connection (Italská Spojka) des Regisseurs Jan Němec.

## Handlung
Der Film behandelt die angebliche Spionagetätigkeit des damaligen ORF-Fernsehdirektors Helmut Zilk unter dem Tarnnamen Holec für die ČSSR in den 1960er-Jahren. Im Zuge der von Zilk moderierten Prager Stadtgespräche, einer gemeinsamen Live-Diskussionssendung des tschechischen und österreichischen Fernsehens, lernt er den jungen, systemkritischen Regisseur Honza David kennen, dessen letzter Film von der tschechischen Zensur verboten wurde. Zilk wirft ein Auge auf die aufstrebende Schauspielerin Eva an Honzas Seite. Das entgeht auch dem tschechischen Geheimagenten Nahodil nicht, der Zilk als Informanten gewinnen will.
Einige Monate später, im August 1968, filmt Honza David die gewaltsame Niederschlagung des Prager Frühlings durch die Truppen des Warschauer Paktes. Mit seiner Freundin Eva versucht er zu fliehen und das Filmmaterial zu Fernsehdirektor Zilk nach Wien zu bringen. David sieht darin die Möglichkeit der Welt von dem Unrecht das in der CSSR passiert zu berichten. Nahodil versucht Zilk mit seinem Faible für Eva zu erpressen: er solle anstelle der Tatsachen gefälschtes Propagandamaterial senden und die Besetzung als Befreiung verkaufen.
Honza gelingt mit Eva die Flucht nach Wien und übergibt sein Filmmaterial an Zilk. Allerdings bringt Nahodil Zilks Frau Helga in seine Gewalt, damit er stattdessen das Propagandamaterial auf Sendung bringt. Zilk zeigt im Fernsehen zunächst Ausschnitte aus dem Propagandamaterial, nach einer persönlichen Stellungnahme, in der er dem Fernsehpublikum die Fälschung erklärt, zeigt er aber auch Davids Material der gewaltsamen Niederschlagung.

## Produktion

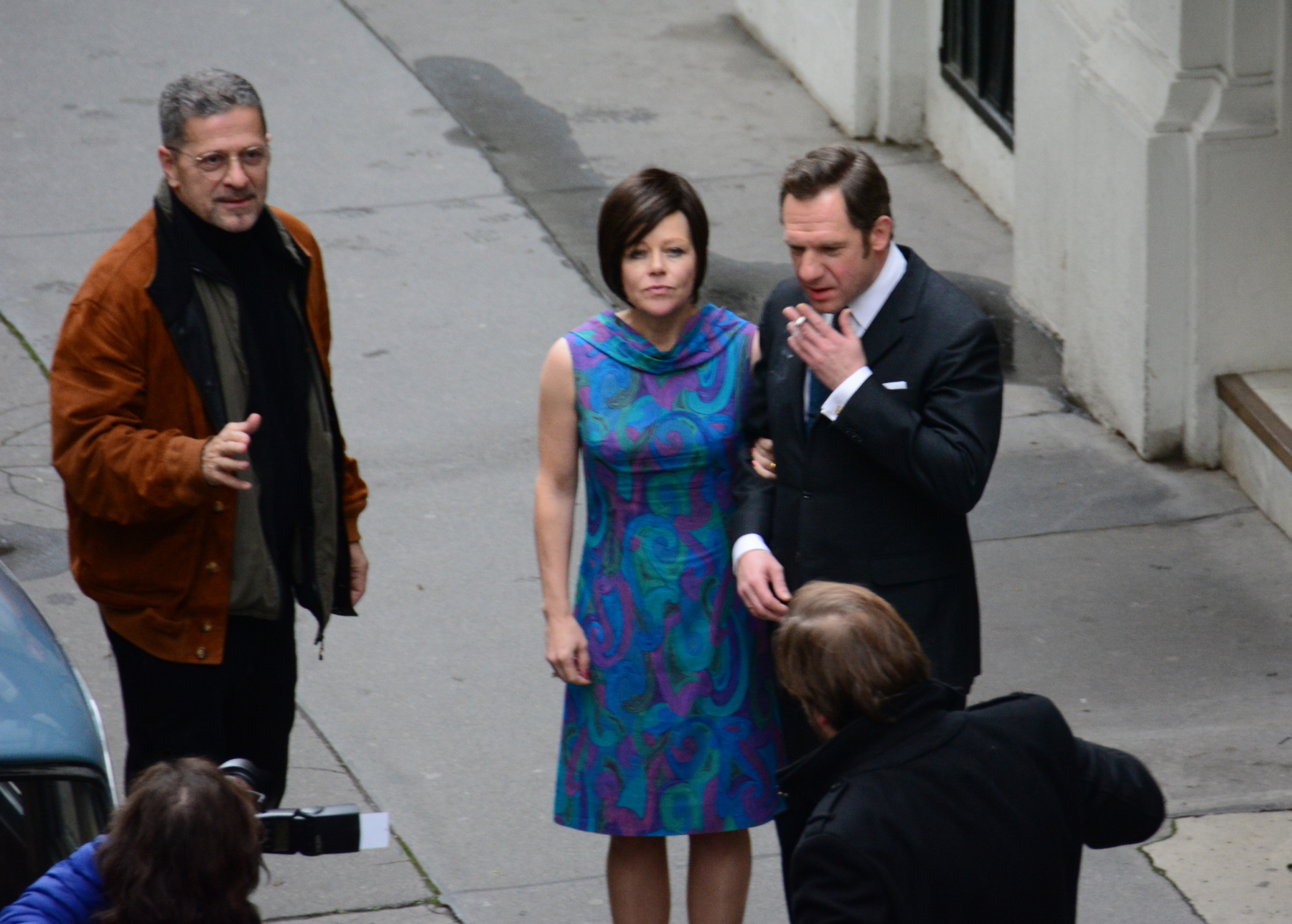
Regisseur Franz Novotny mit Eva Spreitzhofer und Johannes Zeiler bei Dreharbeiten am Tiefen Graben in Wien im November 2014

Die Dreharbeiten fanden von September bis November 2014 statt. Gedreht wurde in Wien, Niederösterreich und Prag. Unterstützt wurde der Film vom Österreichischen Filminstitut, dem Filmfonds Wien, dem Land Niederösterreich, sowie dem Filmstandort Austria und dem Statni Fond Kinematografie, beteiligt waren der Österreichische Rundfunk sowie Česká televize. Produziert wurde der Film von Novotny & Novotny Filmproduktionen, Koproduzent war Dawson Productions.

## Zitate
„Der Film ist eine Deutung jener Ereignisse, die Zilk im Rahmen seiner oftmaligen Aufenthalte in der Tschechoslowakei zugeschrieben werden. Aber ich bin felsenfest davon überzeugt, dass sich Zilk nichts zuschulden hat kommen lassen. [...] Ich sehe bei dem Film kein Skandalpotenzial, nicht im geringsten.“

„Von Anpinkeln kann keine Rede sein.“

## Auszeichnungen
Im Rahmen des Österreichischen Filmpreises 2017 wurde Heribert Sasse posthum für seine Darstellung des Polizeichefs Fuchs in der Kategorie Beste männliche Nebenrolle nominiert.

## Kritik
derStandard.at bezeichnete den Film als Kolportagekrimi im Vintage-Look mit einem aus dem Ensemble herausragenden Johannes Zeiler, wobei die Nebenfiguren nur zu Stehsätzen nützen und die Motive nicht durch Glaubwürdigkeit überzeugen würden.
Die Tageszeitung Die Presse nannte das dargestellte Prager Milieu gekünstelt, jenes in Wien allerdings absolut glaubwürdig. Franz Novotny zeichne in seinem auf einer offenbar wahren Geschichte basierenden Kinofilm nicht die große Welt der Spione, sondern kleine Wiener Schweinereien, die ohne Konsequenz geblieben sind und schrieb weiter: Heribert Sasse gibt perfekt den zynischen Polizeichef Fuchs, der irgendwie immer auch mit von der Partie zu sein scheint. Man trifft sich in der Sauna – da rennt der Schmäh.